# Muzeum Regionalne w Zwoleniu
Muzeum Regionalne w Zwoleniu – placówka muzealna powstała w latach 70. XX  wieku w Zwoleniu.

## Historia
Powstało dzięki inicjatywie miejscowych społeczników i lubelskich naukowców z Uniwersytetu Marii Curie-Skłodowskiej. Jego celem jest zachowanie pamięci o dziedzictwie kulturowym Zwolenia i regionu. Zbiera eksponaty związane z  poetą Janem Kochanowskim (Sycyna, Czarnolas, Zwoleń) i jego krewnymi, jak również bogatej i burzliwej historii Zwolenia.
Gromadzi i prezentuje eksponaty z archeologii, historii, etnologii i sztuki ziemi zwoleńskiej, prowadzi również badania w tym zakresie i publikuje ich wyniki. Organizuje m.in. warsztaty oraz lekcje muzealne. W muzeum są prezentowane wystawy stałe: Służba Boża i pobożność, Wincenty Flak (1870-1943) – artysta nieoczywisty i czasowe między innymi: Zwoleń i okolice na dawnych planach i mapach (2021–2022), Zwoleń i ziemia zwoleńska na pocztówce (2020), Zwoleński Wrzesień’ 39 (2019), 120 lat Ochotniczej Straży Pożarnej w Zwoleniu (2019), Bitwa pod Zwoleniem 15-VI-1946 (2019).